# Sinophorus albipalpus
Sinophorus albipalpus là một loài tò vò trong họ Ichneumonidae.